# ماشین پرنده (هواگرد)

«ماشین پرندهٔ من کجاست؟» بر روی جلد پاپیولار ساینس در مارس ۲۰۰۸؛ یک نشریهٔ فناوری که به ارائهٔ گزارش پیرامون ماشین‌های پرنده و هواگردهای آینده از قرن بیستم می‌پردازد.

ماشین پرنده، وسیله نقلیه که نوعی وسیلهٔ نقلیهٔ شخصی هوایی وسیلهٔ نقلیهٔ شخصی هوایی است که امکان ترابریِ هم جاده‌ای و هم هوایی را فراهم می‌آورد. اصطلاح «ماشین پرنده» همچنین هواگرد زمین‌پیما و اتومبیل شناور را شامل می‌شود. طرح‌های بسیاری برای ماشین پرنده از سال‌های نخستین قرن بیستم ارائه شده‌است، اما تاکنون هیچ‌یک از آن‌ها به مرحلهٔ تولید نرسیده‌است. گرچه آینده‌نگرها اغلب دستیابی بشر به آن را پیش‌بینی می‌کنند، اما شکست در تولید آن، این اصطلاح را به رؤیاپردازی تبدیل کرده‌است. همچنین، ماشین پرنده اصطلاحی متداول در داستان‌های خیال‌پردازی (گونه هنری) و علمی–تخیلی است.